# Филиз Ахмет
Фили́з Ахме́т (на турски: Filiz Ahmet) е турска киноактриса, известна с ролята на Нигяр Калфа в сериала „Великолепният век“.

## Биография
Филиз Ахмет е родена на 15 април 1981 г. в Скопие, Югославия. Завършила е Турската театрална консерватория в Скопие основана от турския актьор от Македония Лютфи Сейфула. След завършването си продължава да работи в консерваторията.
Владее турски, македонски, албански, шведски, английски, сръбски и български език.

## Филмография
- Muhteşem Yüzyıl – 2011
- Balkan Düğünü – 2009
- Zavedeni
- ISTOP
- Elveda Rumeli – 2007
- Kafkas Tebeşir Dairesi
- Yunus Emre
- Beyaz Çingene
- Asiye Nasıl Kurtuldu
- Deli İbrahim
- Elif Ana
- Başka Semtin Çocukları
- Samimiler
- Elin
- Antigone
- Kedi ve Palyaço
- Sınırdaki Ev
- Küçürekkız
- İnci ve Gözyaşı
- Aman Karım Duymasın
- Gılgamış
- Fırtına
- Pinokyo
- Özgürlük Oyunu
- Çerçevesiz Gökyüzü
- Hadım
- Tartif
- Windows 99
- Daha Yakın
- Kulis Ardı
- Aşk Tutulması
- Kırık Kanatlar